# Anthrenus bellulus
Anthrenus bellulus is een keversoort uit de familie spektorren (Dermestidae). De wetenschappelijke naam van de soort werd in 1897 gepubliceerd door Chobaut.